# Заболоття (зупинний пункт)
Заболо́ття — пасажирська зупинна залізнична платформа Львівської дирекції Львівської залізниці.
Розташована в м. Белз Сокальський район, Львівської області на лінії Рава-Руська — Червоноград між станціями Белз (3 км) та Угнів (19 км).
Станом на грудень 2016 р. на платформі зупиняються приміські поїзди.